# Tina Kirkman
Tina Kirkman (ur. 23 grudnia 1969) – australijska judoczka. Olimpijka z Atlanty 1996, gdzie zajęła dziewiętnaste miejsce w wadze ekstralekkiej.
Uczestniczka mistrzostw świata w 1993 i 1995. Zdobyła trzy medale na mistrzostwach Oceanii w latach 1992 - 1996. Mistrzyni Australii w 1993, 1994, 1995 i 1996 roku.

## Letnie Igrzyska Olimpijskie 1996
| Konkurencja | Eliminacje          | Klas. końcowa |
| Konkurencja | Przeciwnik I        | Miejsce       |
| ----------- | ------------------- | ------------- |
| 48 kg       | Yu Shu-chen (TPE) P | 19.           |